# Mistrzostwa Świata w Biathlonie 2013 – sztafeta mieszana
Sztafeta mieszana na Mistrzostwach świata w biathlonie 2013 odbyła się 7 lutego w Nowym Mescie. Była to pierwsza konkurencja podczas tych mistrzostw.

## Wyniki[1]
| Miejsce | Nr | Zespół                                                                                     | Czas                                      | Strzały (P+S)                            | Strata  |
| ------- | -- | ------------------------------------------------------------------------------------------ | ----------------------------------------- | ---------------------------------------- | ------- |
| 1       | 2  | Norwegia · Tora Berger · Synnøve Solemdal · Tarjei Bø · Emil Hegle Svendsen                | 1:12:04.9 15:45.6 17:16.2 19:29.4 19:33.7 | 0+1 0+3 0+0 0+0 0+0 0+2 0+1 0+0 0+0 0+1  | 0.0 !   |
| 2       | 5  | Francja · Marie-Laure Brunet · Marie Habert · Alexis Bœuf · Martin Fourcade                | 1:12:24.9 16:29.3 16:45.8 19:47.1 19:22.7 | 0+1 0+7 0+0 0+2 0+1 0+2 0+0 0+2 0+0 0+1  | +20.0   |
| 3       | 3  | Czechy · Veronika Vítková · Gabriela Soukalová · Jaroslav Soukup · Ondřej Moravec          | 1:12:37.2 16:30.0 16:56.4 19:46.1 19:24.7 | 0+3 0+2 0+2 0+1 0+1 0+0 0+0 0+1 0+0 0+0  | +32.3   |
| 4       | 7  | Włochy · Dorothea Wierer · Karin Oberhofer · Dominik Windisch · Lukas Hofer                | 1:13:03.3 16:24.0 17:10.3 19:44.8 19:44.2 | 0+1 0+3 0+0 0+0 0+1 0+1 0+0 0+0 0+0 0+2  | +58.4   |
| 5       | 6  | Słowenia · Andreja Mali · Teja Gregorin · Klemen Bauer · Jakov Fak                         | 1:13:12.0 16:56.5 16:55.3 19:42.1 19:38.1 | 0+2 0+4 0+0 0+1 0+0 0+0 0+2 0+2 0+0 0+1  | +1:07.1 |
| 6       | 1  | Rosja · Olga Zajcewa · Olga Wiłuchina · Anton Szypulin · Dmitrij Małyszko                  | 1:13:31.4 15:57.7 17:00.4 19:45.4 20:47.9 | 1+7 0+2 0+0 0+1 0+1 0+0 0+3 0+0 1+3 0+1  | +1:26.5 |
| 7       | 11 | Słowacja · Jana Gereková · Anastasija Kuźmina · Pavol Hurajt · Matej Kazár                 | 1:13:37.6 16:21.0 16:50.4 20:28.9 19:57.3 | 0+5 0+3 0+0 0+1 0+1 0+2 0+1 0+0 0+3 0+0  | +1:32.7 |
| 8       | 17 | Stany Zjednoczone · Annelies Cook · Susan Dunklee · Lowell Bailey · Leif Nordgren          | 1:13:37.7 16:58.0 16:38.9 20:01.1 19:59.7 | 0+3 0+4 0+0 0+3 0+0 0+1 0+2 0+0 0+1 0+0  | +1:32.8 |
| 9       | 10 | Ukraina · Julija Dżyma · Natalija Burdyha · Andrij Deryzemla · Serhij Sedniew              | 1:13:55.8 16:37.0 17:13.9 20:13.1 19:51.8 | 1+4 0+4 0+0 0+2 0+0 0+1 1+3 0+1 0+1 0+0  | +1:50.9 |
| 10      | 14 | Polska · Krystyna Pałka · Magdalena Gwizdoń · Łukasz Szczurek · Krzysztof Pływaczyk        | 1:13:58.7 16:05.5 16:58.7 20:29.9 20:24.6 | 0+3 0+4 0+1 0+0 0+2 0+1 0+0 0+1 0+0 0+2  | +1:53.8 |
| 11      | 12 | Białoruś · Nadzieja Skardzina · Darja Domraczawa · Jauhienij Abramienka · Siarhiej Nowikau | 1:14:17.6 16:43.2 16:56.0 20:23.2 20:15.2 | 0+2 0+3 0+1 0+0 0+0 0+3 0+0 0+0 0+1 0+0  | +2:12.7 |
| 12      | 9  | Szwajcaria · Elisa Gasparin · Selina Gasparin · Claudio Böckli · Benjamin Weger            | 1:14:45.5 16:58.9 16:52.2 20:28.1 20:26.3 | 0+7 0+2 0+1 0+2 0+2 0+0                  | +2:40.6 |
| 13      | 4  | Niemcy · Andrea Henkel · Miriam Gössner · Simon Schempp · Andreas Birnbacher               | 1:14:45.6 16:27.7 18:06.8 20:01.0 20:10.1 | 0+3 1+7 0+1 0+1 0+1 1+3 0+1 0+0 0+0 0+3  | +2:40.7 |
| 14      | 8  | Szwecja · Elisabeth Högberg · Jenny Jonsson · Björn Ferry · Fredrik Lindström              | 1:14:51.8 16:59.8 18:14.2 19:48.6 19:49.2 | 0+3 0+3 0+1 0+1 0+0 0+0 0+1 0+0 0+1 0+2  | +2:46.9 |
| 15      | 16 | Kanada · Rosanna Crawford · Megan Heinicke · Jean-Philippe Leguellec · Scott Perras        | 1:15:09.6 16:49.5 18:04.8 20:01.4 20:13.9 | 0+3 0+6 0+2 0+1 0+0 0+2 0+1 0+1          | +3:04.7 |
| 16      | 24 | Bułgaria · Emilija Jordanowa · Nija Dimitrowa · Krasimir Anew · Michaił Kleczerow          | 1:16:33.4 17:39.5 17:59.0 19:52.2 21:02.7 | 0+1 0+6 0+1 0+1 0+0 0+2 0+0 0+1          | +4:28.5 |
| 17      | 15 | Austria · Iris Schwabl · Romana Schrempf · Julian Eberhard · Dominik Landertinger          | 1:16:51.5 16:54.8 19:02.1 20:58.2 19:56.4 | 0+5 5+7 0+0 0+1 0+0 3+3 0+2 2+3 0+2 0+1  | +4:46.6 |
| 18      | 20 | Kazachstan · Jelena Chrustalowa · Darja Usanowa · Jan Sawicki · Siergiej Naumik            | 1:17:26.2 17:00.2 19:44.5 19:58.2 20:43.3 | 3+5 1+4 0+0 0+1 3+3 1+3 0+1 0+0          | +5:21.3 |
| 19      | 13 | Finlandia · Mari Laukkanen · Kaisa Mäkäräinen · Jarkko Kauppinen · Ahti Toivanen           | 1:17:58.1 17:42.5 17:52.0 21:12.5 21:11.1 | 0+3 3+10 0+0 2+3 0+1 1+3 0+2 0+2 0+0 0+2 | +5:53.2 |
| 20      | 21 | Estonia · Kadri Lehtla · Darja Jurlova · Roland Lessing · Kauri Kõiv                       | LAP 17:31.5 19:07.5 20:36.6               | 0+7 1+6 0+1 0+0 0+1 1+3 0+2 0+1 0+3 0+2  |         |
| 21      | 19 | Rumunia · Réka Ferencz · Luminița Pișcoran · Ștefan Gavrilă · Cornel Puchianu              | LAP 17:21.1 18:03.0 21:26.7               | 1+6 0+9 0+1 0+0 0+0 0+3 1+3 0+3 0+2 0+3  |         |
| 22      | 18 | Japonia · Fuyuko Suzuki · Arisa Goshono · Hidenori Isa · Junji Nagai                       | LAP 17:54.1 18:58.1 20:34.2               | 1+6 0+6 1+3 0+2 0+3 0+0 0+0 0+2          |         |
| 23      | 22 | Chiny · Ma Wei · Wang Yue · Chen Haibin · Ren Long                                         | LAP 17:51.9 18:33.9 20:47.0               | 1+5 1+7 1+3 0+2 0+0 0+2 0+0 0+0 0+2 1+3  |         |
| 24      | 25 | Łotwa · Žanna Juškāne · Baiba Bendika · Edgars Piksons · Rolands Pužulis                   | LAP 18:05.8 19:34.5 20:58.0               | 0+5 0+3 0+3 0+2 0+0 0+0 0+1 0+1 0+1 0+0  |         |
| 25      | 23 | Litwa · Natalija Kočergina · Diana Rasimovičiūtė · Karol Dombrovski · Tomas Kaukėnas       | LAP 18:44.9 19:22.9 22:12.2               | 0+5 2+10 0+0 1+3 0+1 1+3 0+1 0+3 0+3 0+1 |         |
| 26      | 26 | Wielka Brytania · Amanda Lightfoot · Adele Walker · Lee-Steve Jackson · Kevin Kane         | LAP 17:39.3 21:02.1 21:09.6               | 0+7 3+9 0+2 0+2 0+3 3+3 0+0 0+2 0+2 0+2  |         |
| 27      | 27 | Korea Południowa · Jo In-hee · Kim Seon-su · Lee In-bok · Jun Je-uk                        | LAP 18:40.8 20:08.3 22:15.6               | 0+7 0+6 0+0 0+2 0+3 0+1 0+1 0+0 0+3 0+3  |         |